# Mannerheimia
Mannerheimia (лат.) — род жуков-стафилинид из подсемейства Omaliinae.

## Этимология
Род был назван в честь финского и российского энтомолога Карла Густава Маннергейма (деда будущего маршала и президента К. Г. Э. Маннергейма) за его вклад в изучение колеоптерофауны Сибири.

## Описание
Длина тела 2—4 мм. Окраска варьируется от желто-коричневой до темно-коричневой, иногда с более бледными переднеспинкой и/или надкрыльями. Передняя часть тела с тонкой или грубой, густой или редкой пунктировкой; пунктировка брюшка мелкая или отсутствует. Голова и переднеспинка с тонкой или грубой микросеткой или без нее; брюшко обычно с отчетливой изодиаметрической микроскульптурой. Тело голое, с редкими мелкими щетинками на лобной части головы и иногда на переднеспинке и надкрыльях или густо покрыто короткими или умеренно длинными щетинками (M. asiatica); брюшные тергиты с очень тонкими, редкими щетинками или без них. Ноги длинные и тонкие; голени покрыты умеренно редкими и длинными щетинками, эти щетинки более толстые на средних и задних голенях; метатарзус примерно в два раза длиннее задних голеней; апикальный метатарзомер примерно в два раза длиннее двух предыдущих члеников вместе взятых. Четвёртый сегмент усиков короче пятого. Голова без поперечной бороздки, которая отделяет темя от шеи, надкрылья с неправильной пунктировкой.

## Экология
Для большинства видов Mannerheimia экологические данные неизвестны. Представители рода могут считаться гигромезофильными. Они населяют смешанные леса на разных высотах (от низких до высоких) и могут быть найдены во влажных местообитаниях, таких как мхи, подстилка, почва, различные обломки и т. д.; некоторые виды были найдены вблизи снежников и ледников.

## Систематика
Известно около 20 видов. Род был впервые выделен в 1880 году финским зоологом Фредериком Вильгельмом Маклином (1821—1883). По форме меньшего и менее опушенного пятого членика и общей форме эдеагуса Mannerheimia сходна с монотипическим родом Phyllodrepoidea Ganglbauer, 1895. От Phyllodrepoidea он отличается менее регулярным расположением пунктировки на надкрыльях и более узкими апикальными частями парамеров. По общей форме тела эти два рода несколько сходны с видами группы родов Anthobium, от которых их можно отличить по отсутствию постокулярных гребней на голове и латеральных ямок на переднеспинке, большему расстоянию между гулярными швами и более широким гонококситам.
К роду относятся:
- Mannerheimia afghanica Coiffait, 1978 — Афганистан
- Mannerheimia aprutiana Gridelli, 1924 — Италия
- Mannerheimia arctica (Erichson, 1840) — Швейцария, Австрия, Италия, Норвегия, Швеция, Финляндия, Россия
  - =affinis (Mäklin, 1878), =confusa (Mäklin, 1878), =saginata (Mäklin, 1878)
- Mannerheimia asiatica Kastcheev, 1999 — Казахстан
- Mannerheimia brevipennis (Motschulsky, 1860) — Австрия, Италия, Норвегия, Швеция Финляндия, Россия, Армения, Турция, Иран, Казахстан, Таджикистан, Кыргызстан, Туркменистан, Китай
  - =Omalium divergens Mäklin, 1878 [= Omalium brevipenne Motschulsky, 1860]
  - =Mannerheimia micros (Fauvel, 1900)
  - =Mannerheimia doderoi Gridelli, 1924
  - =Mannerheimia kirschenblatti Iablokov-Khnzorian, 1956[6]
- Mannerheimia cachemirica Coiffait, 1982 — Индия (Кашмир)
- Mannerheimia curtella (Sharp, 1889) — Япония (Хонсю)
- Mannerheimia emeishanensis Shavrin, 2018[4] — Китай (Сычуань)
- Mannerheimia emodensa Coiffait, 1977 — Непал
- Mannerheimia evias Watanabe, 1990[7] — Япония (Хонсю)
- Mannerheimia goriensis Champion, 1925 — Индия (Uttarakhand)
- Mannerheimia grandilobata Shavrin, 2018[4] — Китай (Yunnan)
- Mannerheimia hartmanni Shavrin, 2018[4] — Непал
- Mannerheimia japonica Watanabe, 1990[7] — Япония (Хонсю)
- Mannerheimia loebli Shavrin, 2022[8] — Пакистан
- Mannerheimia maculata Shavrin, 2018[4] — Китай (Yunnan)
- Mannerheimia obscura Coiffait, 1982 — Индия (Кашмир), Пакистан
- Mannerheimia pleshanovi Shavrin, 2021[2] — Восточная Сибирь (Хамар-Дабан)
- Mannerheimia prolongata Shavrin, 2023[5] — Индия, Uttar Pradesh
- Mannerheimia punctatissima Shavrin, 2023[5] — Непал
- Mannerheimia scutellata Coiffait, 1982 — Индия (Кашмир)
- Mannerheimia taiwanica Shavrin, 2018[4] — Тайвань
- Mannerheimia tsurumii Watanabe, 1990[7] — Япония (Хонсю)
- Mannerheimia vicina Coiffait, 1982 — Индия (Кашмир)
- Mannerheimia yasudai Watanabe, 1990 — Россия (Дальний Восток: Кунашир), Япония (Хоккайдо)[7][9]
- Mannerheimia zanettii Shavrin, 2021[2] — Пакистан